# Alán Dudáyev
Alán Ilich Dudáyev –en ruso, Алан Ильич Дудаев– (Beslán, 18 de mayo de 1981) es un deportista ruso de origen osetio que compitió en lucha libre. Ganó una medalla de oro en el Campeonato Mundial de Lucha de 2005 y una medalla de plata en el Campeonato Europeo de Lucha de 2004.

## Palmarés internacional
| Campeonato Mundial | Campeonato Mundial | Campeonato Mundial | Campeonato Mundial |
| Año                | Lugar              | Medalla            | Categoría          |
| ------------------ | ------------------ | ------------------ | ------------------ |
| 2005               | Budapest (Hungría) | Medalla de oro     | 60 kg              |
| Campeonato Europeo |                    |                    |                    |
| Año                | Lugar              | Medalla            | Categoría          |
| 2004               | Ankara (Turquía)   | Medalla de plata   | 60 kg              |